# Barbara Senator

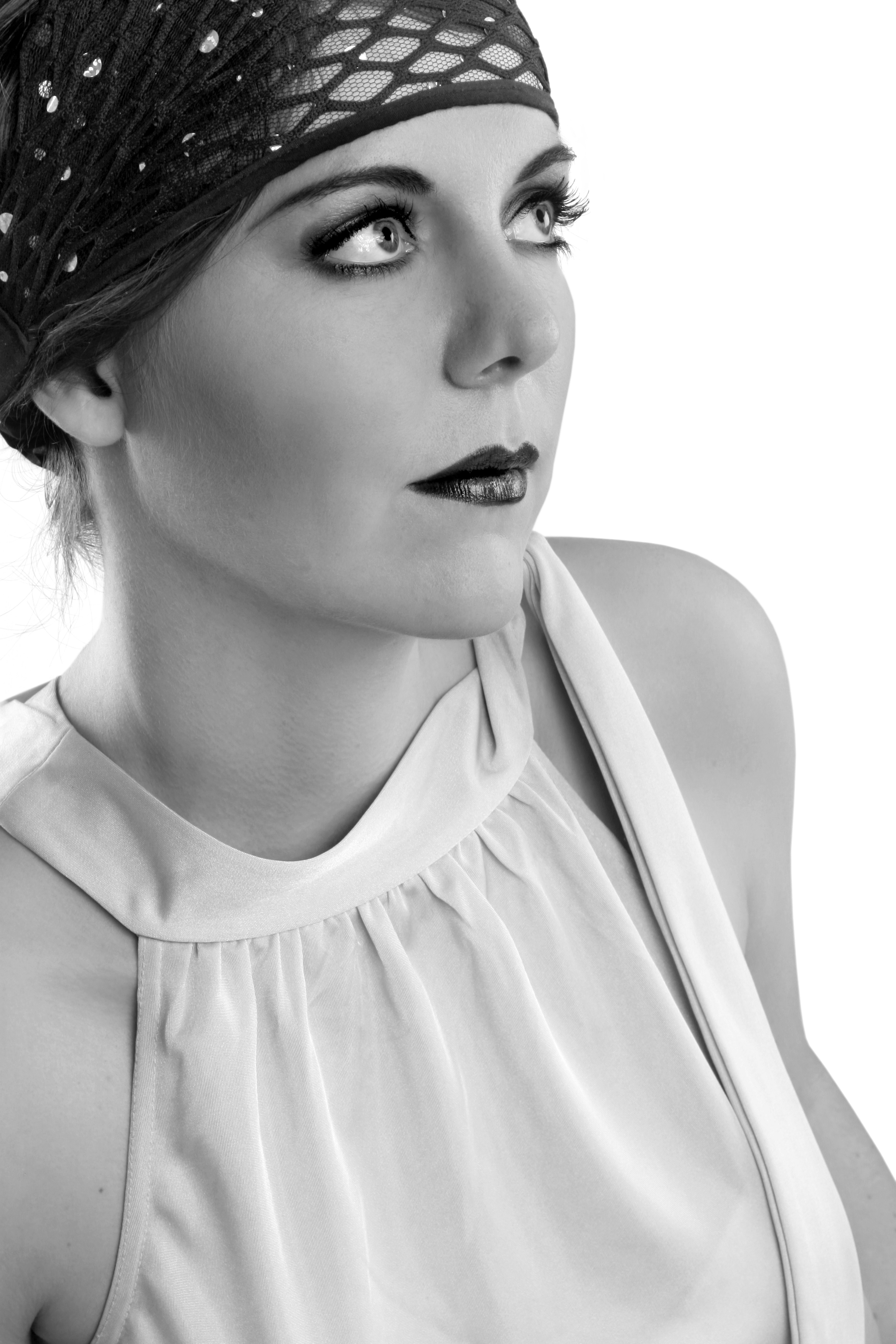
Barbara Senator (2008)

Barbara Senator, zuvor Barbara Heising, (* in Leipzig) ist eine deutsche Opernsängerin (Sopran).

## Leben
Barbara Senator studierte an der Hochschule für Musik und Theater „Felix Mendelssohn Bartholdy“ Leipzig bei Jitka Kovařiková-Richter sowie an der Hochschule für Musik „Hanns Eisler“ Berlin bei Hannerose Katterfeld, wo sie außerdem Mitglied der Opernklasse von Júlia Várady und der Liedklasse von Wolfram Rieger war. Meisterkurse besuchte sie unter anderem bei Dietrich Fischer-Dieskau. Nach ihrem Studium wurde sie in das Opernstudio der Bayerischen Staatsoper aufgenommen, wo sie ihre Karriere mit kleinen und mittleren Mezzosopran-Rollen begann.
Senator war anschließend festes Ensemblemitglied der Staatsoper Hannover und der Staatsoper Dresden und setzt seitdem ihre Studien bei KS  Irmgard Boas fort. In Dresden sang sie unter anderem Rosina in Il barbiere di Siviglia und Angelina in La Cenerentola sowie nach ihrem Fachwechsel zum Sopran auch die Gänsemagd in Königskinder, Gräfin Almaviva in Le nozze di Figaro und Pamina in Die Zauberflöte. Seit der Spielzeit 2016/17 ist sie freischaffend tätig.
2010 sang sie beim Glyndebourne-Festival die Dorabella in Così fan tutte unter Charles Mackerras’ letztem Dirigat. Im Juni 2012 debütierte sie am Royal Opera House Covent Garden in London als Ascagne in einer Neuproduktion von Berlioz’ Les Troyens unter der Leitung von Antonio Pappano. Von 2012 bis 2014 war sie als Wellgunde und 2. Norn in einer von Hartmut Haenchen dirigierten Ring-Wiederaufnahme an der Dutch National Opera in Amsterdam besetzt.
Weitere Engagements als freischaffende Opernsängerin führten sie in den folgenden Jahren mit Partien des lyrischen, des lyrisch-dramatischen und des jugendlich-dramatischen Sopran-Repertoires unter anderem an die Staatsoperette Dresden, an das Theater Bonn, an das Staatstheater Kassel, an das Aalto-Theater Essen, an das Theater Dortmund, an die Oper Leipzig, an das Opernhaus Halle und an das Opernhaus Zürich. Sie sang im Verlauf ihrer Karriere auch an der Staatsoper Berlin, am Theater Basel, am Theater Erfurt, am Théâtre du Capitole Toulouse und am Opernhaus von Bordeaux. Sie gastierte zudem beim Opernfestival Engadin, bei den Wiener Festwochen, bei den Münchner Opernfestspielen, im Konzerthaus Berlin und beim Festival d’Aix-en-Provence.
In der Spielzeit 2021/22 gastierte sie am Opernhaus Bonn als Arabella und als Yvette in Leonore 40/45. In der Spielzeit 2022/23 folgte am Theater Dortmund ihr erfolgreiches Rollendebüt als Rachel in La Juive. 2023 gastierte sie an der Oper Leipzig als Donna Elvira in Don Giovanni und an der Oper Bonn als Hanna Glawari in der Operette Die lustige Witwe. In der Saison 2024/25 debütierte sie als Cio-Cio-San in Madama Butterfly am Opernhaus Halle. Ab März 2025 übernahm sie am Theater Dortmund die Rolle der Sieglinde in Wagners Die Walküre.
Sie arbeitete u. a. auch mit den Dirigenten Zubin Mehta, Fabio Luisi, Riccardo Frizza, Stefan Soltesz, Ádám Fischer, Daniel Barenboim, Ivor Bolton, Lothar Zagrosek, Cornelius Meister, Daniel Harding, Enoch zu Guttenberg und Dirk Kaftan zusammen.

## Repertoire (Auswahl)
- Benatzky: Ottilie in Im weißen Rößl
- Händel: Dorinda in Orlando
- Halévy: Rachel in La Juive
- Harbison: Daisy Buchanan in The Great Gatsby
- Haydn: Costanza in L’isola disabitata
- Humperdinck: Gänsemagd in Königskinder
- Janáček: Fuchs in Das schlaue Füchslein
- Kálmán: Sylva Varescu in Die Csárdásfürstin
- Lehár: Hanna Glawari in Die lustige Witwe
- Liebermann: Yvette (Huguette) in Leonore 40/45
- Meyerbeer: Therese in Ein Feldlager in Schlesien
- Mozart: Gräfin Almaviva in Le nozze di Figaro
- Mozart: Dorabella in Così fan tutte
- Mozart: Donna Elvira in Don Giovanni
- Mozart: Pamina in Die Zauberflöte
- Puccini: Cio-Cio-San in Madama Butterfly
- Purcell: Dido in Dido und Aeneas
- Richard Strauss: Titelrolle in Arabella
- Richard Strauss: Komponist in Ariadne auf Naxos
- Wagner: Wellgunde in Das Rheingold
- Wagner: Sieglinde und Ortlinde in Die Walküre
- Wagner: Gutrune und Wellgunde in Götterdämmerung

## Diskografie
CD
- La Bonne Chanson. Lieder von Berlioz, Fauré, Debussy, mit Paul Cibis, Klavier (2009)
- Antonín Dvořák: Rusalka. Mit Ana Maria Martínez, Brandon Jovanovich, Mischa Schelomianski, Barbara Senator als 2. Nymphe u. a., London Philharmonic Orchestra, Dirigent: Jiří Bělohlávek (Glyndebourne Festival Opera, 2009)

DVD
- Hector Berlioz: Les Troyens. Mit Bryan Hymel, Eva-Maria Westbroek, Anna Caterina Antonacci, Barbara Senator als Ascanius u. a., Dirigent: Antonio Pappano, Royal Opera House (London, 2012)

## Auszeichnungen
- 2003: Preisträgerin der Kammeroper Schloss Rheinsberg
- 2004: Preisträgerin des Bundeswettbewerbs Gesang Berlin im Fach Oper[17]
- 2005: Anneliese-Rothenberger-Medaille des Europäischen Kultur-Forums